# Ventura Jiménez
Ventura Jiménez, conocido también como El héroe del Tajo (* Mora, provincia de Toledo –† Los Navalucillos, 17 de junio de 1810), militar y guerrillero español.

## Biografía
Sirvió diez años en el ejército regular interviniendo en la Guerra del Rosellón. Se licenció retirándose a vivir a Mora, donde se casó. Volvió a las armas con la invasión francesa de la Guerra de la Independencia y entró a las órdenes del general Albuquerque, interviniendo en la batalla de Mora.
Disuelto y en desorden el ejército, formó una partida de guerrilleros que estableció puestos de observación de tropas, interceptó correos y asaltó convoyes y destacamentos franceses, informando en provecho de la Junta Central a través de un Estado Mayor residente en Horcajo de los Montes. En su partida se formaron como militares y guerrilleros otros importantes caudillos como Manuel Adame; en 1809 la Junta Central le recompensó con veinticinco doblones, autorizándole a la formación de otra partida que tuvo su centro de operaciones en los Montes de Toledo. Cayó herido mortalmente junto al puente de San Martín, en Toledo, cuando acometía la escolta de un convoy de granos y ganado. Trasladado a Los Navalucillos, murió el 17 de junio de 1810 y  permanece sepultado en la Iglesia Parroquial de San Sebastián de la localidad monteña. Juan Gómez le sucedió en el mando de la guerrilla, antes de morir a su vez.

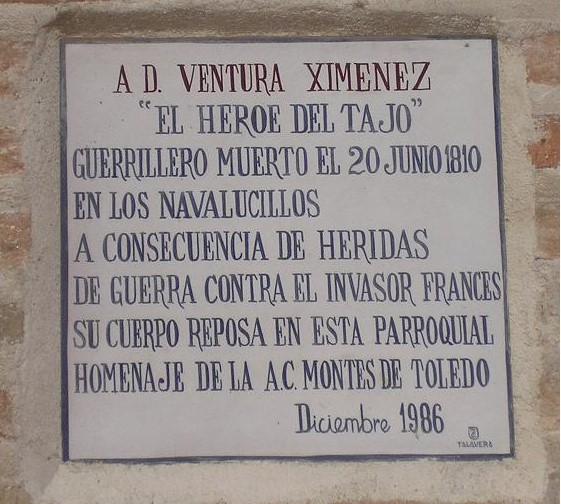

- Datos: Q6160434